# Aluminit
Aluminit (Websterit, hallische Erde) ist ein selten vorkommendes Mineral aus der Mineralklasse der „Sulfate (und Verwandte)“. Es kristallisiert im monoklinen Kristallsystem mit der chemischen Zusammensetzung Al2[(OH)4|SO4]·7 H2O und entwickelt ausschließlich erdige, traubige oder nierige, knollige Aggregate aus mikroskopisch kleinen (bis etwa 0,1 mm Länge), nadeligen Kriställchen in weißer, grauer oder auch gelblicher Farbe bei weißer Strichfarbe.

## Etymologie und Geschichte
Der Name Aluminit leitet sich aus dem im Mineral enthaltenen Hauptelement Aluminium ab, dessen Gehalt bis zu 15,68 % betragen kann.
Erstmals beschrieben wurde Aluminit 1730 durch Jakob Lerche, der die weißen Knollen als Lac lunae, terra lenis und friabilis candidissima bezeichnete, die beim Bau eines Botanischen Gartens in Halle an der Saale aus dem Boden geholt wurden. In seiner Beschreibung geht Lerche vor allem auf die medizinische Bedeutung des Minerals ein, der mit Bergkristall vermengt bei Müttern die Milchbildung anregen und lindernd bei Fieberanfällen und Harnsteinleiden sei.
Das Mineral wurde von verschiedenen Wissenschaftlern eingehender untersucht, so auch von Johann Christian von Schreber 1759, Abraham Gottlob Werner 1780, nochmals von Schreber zusammen mit Frischmann 1781, Simon 1802 und schließlich Buchholz 1806, dessen Ergebnis sich mit dem von Simon deckte.
Der Name Aluminit war zwar mindestens seit 1801 durch Christian Friedrich Schumacher (1757–1830) im Gebrauch, allerdings als Gesteins-Bezeichnung für verschiedene Alaunschiefer (z. B. „erdiger Aluminit“, „schieferiger gemeiner Aluminit“, „schieferiger glänzender Aluminit“). In diesem Sinne verwendete auch Carl Constantin Haberle diesen Namen, erweiterte aber zugleich dessen Bedeutung und übertrug ihn 1805 erstmals auf das Mineral.

## Klassifikation
In der mittlerweile veralteten, aber noch gebräuchlichen 8. Auflage der Mineralsystematik nach Strunz gehörte der Aluminit zur Mineralklasse der „Sulfate, Selenate, Tellurate, Chromate, Molybdate, Wolframate“ und dort zur Abteilung der „Wasserhaltigen Sulfate mit fremden Anionen“, wo er als Namensgeber die „Aluminit-Gruppe“ mit der System-Nr. VI/D.06 und den weiteren Mitgliedern Felsőbányait, Hydrobasaluminit, Jurbanit, Khademit, Mangazeit, Meta-Aluminit, Rostit und Zaherit bildete.
Die seit 2001 gültige und von der IMA verwendete 9. Auflage der Strunz’schen Mineralsystematik ordnet den Aluminit ebenfalls in die Klasse der „Sulfate (und Verwandte)“ und dort in die Abteilung der „Sulfate (Selenate usw.) mit zusätzlichen Anionen, mit H2O“ ein. Diese ist allerdings präziser unterteilt nach der relativen Größe der beteiligten Kationen und der Kristallstruktur, so dass das Mineral entsprechend seiner Zusammensetzung in der Unterabteilung „mit mittelgroßen Kationen; Ketten von kantenverknüpften Oktaedern“ zu finden ist, wo es zusammen mit Butlerit, Meta-Aluminit, Parabutlerit die „Butleritgruppe“ mit der System-Nr. 7.DC.05 bildet.
Die Systematik der Minerale nach Dana ordnet den Aluminit in die Klasse der „Sulfate, Chromate und Molybdate“ und dort in die Abteilung der „Hydratisierten Sulfate mit Hydroxyl oder Halogen“. Dort ist er zusammen mit Mangazeit der unbenannten Gruppe 31.07.04 innerhalb der Unterabteilung „Wasserhaltigen Sulfate mit Hydroxyl oder Halogen mit (A+B2+)2(XO4)Zq • x(H2O)“.

## Kristallstruktur
Aluminit kristallisiert monoklin in der Raumgruppe P21/c (Raumgruppen-Nr. 14) mit den Gitterparametern a = 7,44 Å; b = 15,58 Å; c = 11,70 Å und β = 110,2° sowie 4 Formeleinheiten pro Elementarzelle.

## Eigenschaften
Aluminit sieht den Mineralen Howlith und Magnesit, wenn sie in nieriger bis massiger Form auftreten, sehr ähnlich und kann daher mit ihnen verwechselt werden. Allerdings ist unbehandelter Aluminit viel weicher (Mohshärte 1 bis 2) und kann im Gegensatz zu Howlith und Magnesit mit dem Fingernagel geritzt werden.

## Bildung und Fundorte
Aluminit bildet sich bei gemäßigten Temperaturen als Reaktionsprodukt von Schwefelsäure mit aluminiumreichen Kieselsäureverbindungen unter Aufspaltung von Markasit oder Pyrit und findet sich meist in Lehmböden oder Braunkohle-Adern. Dort tritt es in Paragenese unter anderem mit Basaluminit, Coelestin, Dolomit, Epsomit, Gibbsit, Gips und Goethit auf.
In Deutschland wurde Aluminit bisher nur an seiner Typlokalität Halle an der Saale gefunden.
Weltweit konnte Aluminit bisher (Stand: 2010) an rund 60 Fundorten nachgewiesen werden, so unter anderem in der „Mount Morgan Mine“ bei Rockhampton in Australien; in Aserbaidschan; bei Calama in Chile; in den chinesischen Provinzen Fujian und Yunnan; in den französischen Regionen Bretagne, Grand Est und Île-de-France; am Vesuv und in der „Grotta del Vetriolo“ bei Levico Terme in Italien; in der „Ikuno Mine“ auf Honshū in Japan; im kanadischen Bergbaugebiet um Dawson; in Kasachstan; Pakistan; Rumänien; bei Podolsk, auf Iturup und am Mount Sokolow bei Saratow in Russland; Banská Bystrica und Prešov in der Slowakei; bei Matatiele und Mbombela in Südafrika; Böhmen und Mähren in Tschechien; in mehreren Regionen von Ungarn; in Venezuela; in mehreren Regionen von England sowie in mehreren Bundesstaaten der Vereinigten Staaten von Amerika.